# Ирина Арсенијевић
Ирина Арсенијевић (Шимановци, 1. фебруар 2003) је српска певачица, позоришна и гласовна глумица.

## Биографија
Ирина Арсенијевић рођена је 1. фебруара 2003. године у Шимановцима код Београда. Године 2011. учествовала је у првој сезони музичког такмичења Срећна звезда: Први српски таленат. Популарност је стекла 2014. године, учешћем у првој сезони музичког такмичења Пинкове звездице. У финалу одржаном 4. јула 2015. заузела је 12. место, са просечном оценом жирија 5,00.
Прву песму, Другачија, издала је 14. јуна 2017. за Јутјуб канал Јасерштајн. За исти канал је 1. фебруара 2018. године издала песму Немој бити тај лик. Песму Шта је свет без љубави снимила је 2017. године за конкурс РТС-а за песму која ће представљати Србију на Дечјој песми Евровизије 2017. и ушла је у топ 3, међутим победиле су Јана Пауновић и Ирина Бродић. Спот за песму објављен је 4. фебруара 2019. године.
Од 2018. године учествује у Пинкове звездице All Stars. Такође се активно бави глумом у „Академији забаве и уметности” и синхронизацијом анимираних и играних филмова на српски језик у студију Ливада Београд као и за Блу хаус, Голд диги нет, Синкер медија, Соло и Парадајз Сити.

## Дискографија
- Другачија (2017)
- Шта је свет без љубави (2017)
- Немој бити тај лик (2018)
- Твој бићу свет (из Мале сирене, 2023)

## Улоге у синхронизацијама
Она је редовна српска гласовна глумица за америчке глумице Изабелу Мерсед и Џејден Бартелс.
| Година | Наслов                                             | Улога                                                                         |
| ------ | -------------------------------------------------- | ----------------------------------------------------------------------------- |
| 2018.  | Ралф растура интернет                              | Солиста — Сад је крај                                                         |
| 2019.  | Аладин                                             | Јасмин (певање)                                                               |
| 2019.  | Мала госпођица Дулитл                              | Лили                                                                          |
| 2019.  | Снежана и седам патуљака                           | Снежана                                                                       |
| 2020.  | Град хероја: Серија                                | додатни гласови                                                               |
| 2020.  | Златокоса и разбојник: Пре срећног краја           | Златокоса (певање)                                                            |
| 2020.  | Златокоса и разбојник: Серија                      | Златокоса (певање)                                                            |
| 2020.  | Лило и Стич: Серија                                | Мертл Едмондс (Е39)                                                           |
| 2020.  | Лењи град (Синкер медија)                          | Стефани (певање), додатни гласови                                             |
| 2020.  | Моћни играчи                                       | додатни гласови                                                               |
| 2020.  | Скуби-Ду је то и погоди још ко                     | додатни гласови                                                               |
| 2021.  | Плашите ли се мрака?                               | додатни гласови                                                               |
| 2021.  | Биро магичних ствари                               | Тејла Девлин                                                                  |
| 2021.  | Драмски клуб                                       | Симон Вилис, додатни гласови                                                  |
| 2021.  | Зекула                                             | Мина                                                                          |
| 2021.  | Неукротиви Спирит                                  | Лаки Прескот                                                                  |
| 2021.  | Нубови (С2)                                        | Атина (Е9-надаље)                                                             |
| 2021.  | Острво Летњи Камп                                  | Алис, Ава, Бланш, ванземаљски краљ (неке епизоде)                             |
| 2021.  | Посао са стране                                    | Пресли, уводна шпица                                                          |
| 2021.  | Штрумпфови (2021)                                  | Штрумпфета                                                                    |
| 2021.  | Раја и последњи змај                               | Раја                                                                          |
| 2021.  | Неукротиви Спирит                                  | Лаки Прескот                                                                  |
| 2021.  | Енканто: Магични свет                              | Исабела                                                                       |
| 2021.  | Фабрика снова                                      | Мина                                                                          |
| 2021.  | Бепци (2021)                                       | додатни гласови                                                               |
| 2021.  | Стивен Универс: Будућност                          | Кони Махесваран (певање), Бисера (певање, само у песми )                      |
| 2022.  | Уврнуто                                            | Еванџелин Харт, принцеза Блесица                                              |
| 2022.  | Време је за авантуру: Далеке земље                 | Кадебра                                                                       |
| 2022.  | Јаба даба диносаурус                               | Сопрана                                                                       |
| 2022.  | Зекан Баки у рату са жабама                        | Мими ЛаФлу                                                                    |
| 2022.  | Чудовишта из моје породице 2                       |                                                                               |
| 2022.  | Стар трек: Протозвезда                             | Гвиндала                                                                      |
| 2022.  | Кућа Бука                                          | Персефона, Амелија, Карла, Ејми, итд.                                         |
| 2022.  | Трансформерси: Земаљска искра                      | Хаштаг Малто (С1Е19-26), Френзи (С1Е8)                                        |
| 2022.  | Шпијунци                                           | Емили                                                                         |
| 2023.  | Бетвилс                                            | Бетгерл                                                                       |
| 2023.  | Зове се Леј-Леј                                    | Брија Хокинс, Џиџи Дејвидсон, Меги, Серена, Анина, Наја Дамасен, Илана Винтер |
| 2023.  | Монстер хај: Филм                                  | Еби Боминабл                                                                  |
| 2023.  | Монстер хај (ТВ серија)                            | Торалај Страјп, Еби Боминабл                                                  |
| 2023.  | Мала сирена (филм из 2023)                         | Аријел, Ванеса                                                                |
| 2023.  | Персијеве приче                                    | Флап-Флап                                                                     |
| 2023.  | Стварна кућа Бука                                  | Марни Степенберг, Кики Карлајл                                                |
| 2023.  | Нинџаго: Уздизање змајева                          | Сора                                                                          |
| 2023.  | Међузвездана Ела                                   | Ела                                                                           |
| 2023.  | Сантијаго од мора                                  | Неблина                                                                       |
| 2024.  | Миракулус филм: Пустоловине Бубамаре и Црног Мачка | Клои Буржоа                                                                   |
| 2024.  | Било једном у студију                              | Раја, Аријел, Снежана                                                         |
| 2024.  | Херој изнутра                                      | Луси / Икс                                                                    |
| 2024.  | Папир, Камен, Маказе                               | Лиза, Сузан, агент Велике ћурке                                               |
| 2024.  | Дора                                               | Игуана Иса (певање), Армадило, Ружица #2                                      |
| 2024.  | Зуки и Руби на планети Земљи                       | Жена #2, уводна песма                                                         |
| 2024.  | Супершпијунке                                      | уводна песма, Менди, Девојка у метроу, Пинк Ајс, Бернис Прља, итд.            |